# فرودگاه بین‌المللی ملک فهد
فرودگاه بین‌المللی ملک فهد (عربی: مطار الملک فهد الدولی) (یاتا: DMM، ایکائو: OEDF) فرودگاهی بین‌المللی در شهر دمام کشور عربستان سعودی است که در ۲۰ کیلومتر (۱۲ مایل) شمال غرب شهر دمام قرار دارد و در سال ۱۹۹۹ میلادی رسماً افتتاح شد.
این فرودگاه سومین قطب بزرگ هواپیمایی سعودی است و به نام فهد بن عبدالعزیز نامگذاری شده است.
هواپیمایی ماهان و هواپیمایی سعودی نیز تا پیش از قطع روابط سیاسی عربستان سعودی و جمهوری اسلامی ایران؛ پروازهایی را در مسیر مشهد-دمام-مشهد انجام می‌دادند؛ که از سال ۱۳۹۴ (خورشیدی) تعطیل گردیدند.

## شرکت‌های هواپیمایی و مقصدهای پروازی

### مسافری
| شرکت‌های هواپیمایی           | مقصدهای پروازی |
| --------------------------- | --- |
| ایر عربیا                   | شارجه |
| ایر عربیا اجیپت             | برج‌العرب |
| ایر عربیا اردن              | ملکه علیا |
| ایربلو                      | اقبال لاهوری |
| ایر ایندیا                  | ایندیرا گاندی |
| ایر ایندیا اکسپرس           | کوچین، کالیکوت، منگالور |
| بیمان بنگلادش ایرلاینز      | شاه‌جلال |
| هواپیمایی مصر               | برج‌العرب، قاهره |
| هواپیمایی امارات            | دوبی |
| هواپیمایی اتیوپی            | بوول، بحرین (برقراری مجدد از ۱۷ اوت ۲۰۱۷) |
| هواپیمایی اتحاد             | ابوظبی |
| فلای‌دبی                     | دوبی |
| فلیکس ایرویز                | عدن، تعز (suspended) |
| فلای‌ناس                     | منطقه‌ای آبها، ابوظبی، داخلی الباحه، ملک عبدالعزیز، خرطوم، شاهزاده محمد بن عبدالعزیز، ملک خالد، محلی طائف، ینبع، محلی قصیم، منطقه‌ای هائیل، محلی تبوک |
| گلف ایر                     | بحرین |
| جورجین ایرویز               | تفلیس |
| کاال‌ام                      | اسخیپول آمستردام، مسقط |
| کویت ایرویز                 | کویت |
| لوفت‌هانزا                   | بحرین، فرانکفورت |
| هواپیمایی خاورمیانه         | رفیق حریری بیروت |
| عمان ایر                    | مسقط |
| هواپیمایی بین‌المللی پاکستان | بینظیر بوتو، جناح، اقبال لاهوری، سیالکوت |
| فیلیپین ایرلاینز            | نینوی آکوئینو |
| هواپیمایی قطر               | حمد (suspended) |
| الملکیه الاردنیه            | ملکه علیا |
| هواپیمایی سعودی             | منطقه‌ای آبها، داخلی الباحه، داخلی بیشه، قاهره، شاه‌جلال، دوبی، محلی قصیم، منطقه‌ای هائیل، بینظیر بوتو، آتاترک، ملک عبدالعزیز، منطقه‌ای جیزان، جناح، کوچین، نینوی آکوئینو، شاهزاده محمد بن عبدالعزیز، محلی نجران (Suspended), ملک خالد، محلی تبوک، محلی طائف، محلی طریف |
| هواپیمایی سعودی‌گلف          | ملک عبدالعزیز، ملک خالد |
| شاهین ایر                   | بینظیر بوتو، اقبال لاهوری |
| سریلانکان ایرلاینز          | باندرانیکی |
| ترکیش ایرلاینز              | آتاترک، صبیحه گوکچن فصلی: ترابزون |

ایران ایر : مشهد 
ماهان ایر : مشهد 
سپهران : مشهد

### باری
| شرکت‌های هواپیمایی | مقصدهای پروازی |
| ----------------- | --- |
| ایر فرانس         | دوبی، هنگ کنگ، چاتراپاتی شیواجی |
| گارودا ایندونزیا  | سوئکارنو-هتا |
| کارگولوکس         | هنگ کنگ، لوگزامبورگ - فیندل |
| امارات اسکای‌کارگو | آل مکتوم |
| هواپیمایی اتحاد   | ابوظبی |
| لوفت‌هانزا کارگو   | فرانکفورت، شارجه |
| هواپیمایی سعودی   | اسخیپول آمستردام، بروکسل، شاه‌جلال، فرانکفورت، تان سون نهات، هنگ کنگ، جرج بوش، ملک عبدالعزیز، نینوی آکوئینو، میلانو مالپنسا، جان اف کندی، ملک خالد، تریواندروم، وین |